# Phil Reeves
Phil Reeves, né le 14 juillet 1946 à New York, est un acteur américain.

## Filmographie

### Cinéma
- 1999 : L'Arriviste (Election) d'Alexander Payne
- 2002 : Monsieur Schmidt (About Schmidt) d'Alexander Payne
- 2002 : Pumpkin
- 2004 : Sideways  d'Alexander Payne
- 2004 : 30 ans sinon rien (13 Going on 30) de Gary Winick
- 2005 : Black/White (Guess Who) de Kevin Rodney Sullivan
- 2009 : Tente ta chance
- 2016 : Agents presque secrets (Central Intelligence) de Rawson Marshall Thurber
- 2017 : Downsizing d'Alexander Payne
- 2020 : Eat Wheaties! de Scott Abramovitch

### Télévision
- 2001-2004 : Ma famille d'abord
- 2001-2007 : Girlfriends
- 2004 : NIH : Alertes médicales
- 2005 : Médium
- 2009-2011 : Parks and Recreation
- 2012-2019 : Veep
- 2016-2019 : The Detour
- 2019 : Brooklyn Nine-Nine
- 2019 : Black Monday